# 紀元前32世紀

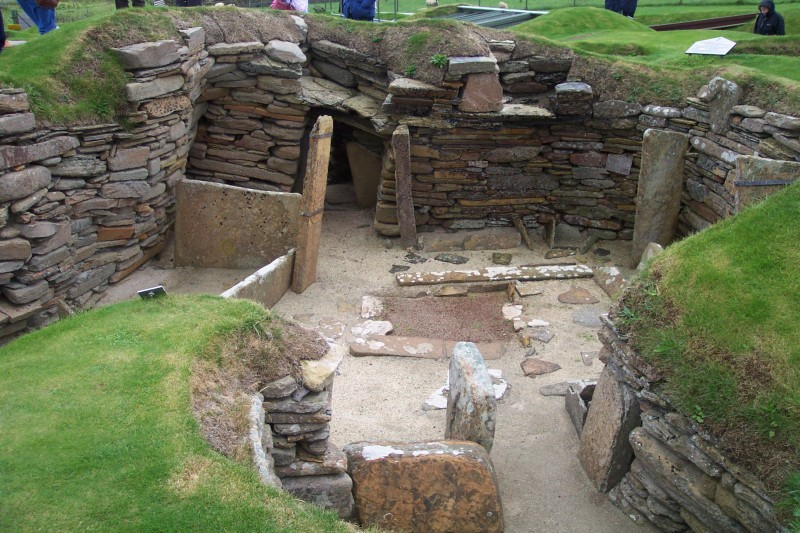
新石器時代のスカラブレイの遺跡。

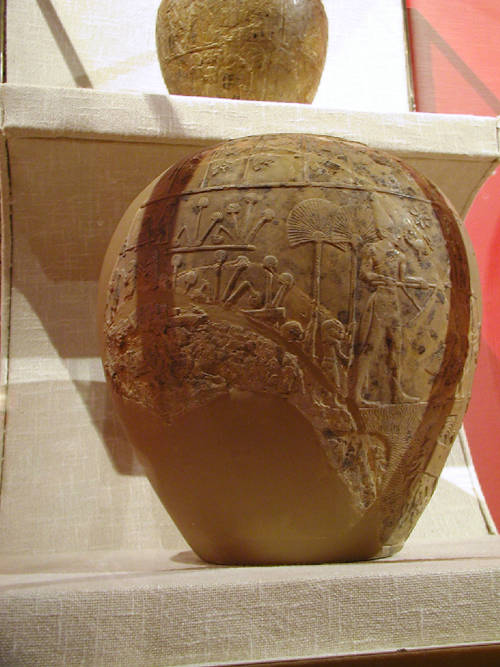
スコルピオンのメイスヘッド。

紀元前32世紀（きげんぜんさんじゅうにせいき）は、西暦による紀元前3200年から紀元前3101年までの100年間を指す世紀。

## 出来事
- ブルガリアのヴァルナの共同墓地で現存する最古の金細工ができたと考えられている。
- マルタで石造りの寺院ができた。
- 紀元前3200年頃
  - ミノア文明は前宮殿時代（（土器編年EMI期） - 紀元前3000年頃）。
  - イラク（メソポタミア）でウルク古拙文字（原楔形文字）が使用される。
  - イランでは原エラム期（ - 紀元前2700年頃）。
    - 中心地スサの他にテペ・マルヤーン（アンシャン）、テペ・ヤハヤー、テペ・シアルクが重要な遺跡。
    - これらの遺跡からはウルク古拙文字の影響を受けた未解読の原エラム文字が発見されている。

  - 南米チリ北部アタカマ砂漠のチンチョーロ文化（英語版）に属する世界最古級の人工ミイラが作られる（バルパライソ自然史博物館（スペイン語版）蔵）。
- 紀元前3150年頃 - エジプトはナカダIII期で初期王朝時代が始まる。
  - 上エジプトではスコルピオン2世（さそり王）からナルメル王の時代。
    - スコルピオン2世を記念する「スコルピオンのメイスヘッド（英語版）（アシュモレアン博物館蔵）」はこの時代のもの。

  - ナルメルが上エジプトと下エジプトを統合し、エジプトを統一。
  - この時期に現存する最古のヒエログリフが用いられる。
- 紀元前3125年頃 - ナルメルが死去。
- 紀元前3123年6月29日 - シュメール人の星座板に記録されたアピンと呼ばれる小天体の爆発について、この日に地中海付近で発生したという計算がある。
  - この出来事はソドムとゴモラの逸話の原型になっている可能性が示唆されている（ソドムとゴモラ参照）。
- スコットランドのオークニー諸島で新石器時代の集落遺跡スカラ・ブレイが造られた。
- アイルランドで25万トンもの石を使ったブルー・ナ・ボーニャの羨道墳が造られた。
- 先発グレゴリオ暦紀元前3114年8月11日 - マヤ暦が始まる。
- 先発ユリウス暦紀元前3102年2月18日（先発グレゴリオ暦紀元前3102年1月23日） - ヒンドゥー教神話によるカリ・ユガ時代の始まり、伝承によるクリシュナの没日。

## 主な人物
- ナルメル（生年未詳-紀元前3125年頃） - さそり王の後継者で、エジプト第1王朝の創始者（在位:紀元前3150年頃-紀元前3125年頃）。
- エノク（紀元前3138年-紀元前2873年？） - ヤレドの息子。